# Wii U GamePad
Le Wii U GamePad est une manette utilisée par la console Wii U de Nintendo. Cette manette intègre des éléments d'une tablette tactile, comme un écran tactile résistif, tout en conservant les caractéristiques d'une manette traditionnelle (les boutons, les sticks analogiques et la croix directionnelle). L'écran tactile peut être utilisé pour donner des informations supplémentaires au joueur ou bien pour proposer un gameplay asymétrique avec une vue différente du jeu. Le Wii U GamePad permet aussi de jouer sans que la télévision soit allumée, en transférant la partie en cours sur l'écran du Wii U GamePad (fonction Off-TV Play). La manette propose également des fonctions n'entrant pas dans le domaine du jeu vidéo, comme la possibilité d'utiliser le Wii U GamePad comme télécommande universelle.
Le Wii U GamePad peut fonctionner en même temps que d'autres accessoires connectés à la Wii U comme la télécommande Wii ou la Wii Balance Board.
Le Wii U GamePad existe sous deux modèles principaux : celui de couleur blanche, compris avec le Wii U Basic Pack, et celui de couleur noire, inclus dans le Wii U Premium Pack.
Une autre manette pour la Wii U existe : La manette Wii U Pro. Cette manette présente un design plus traditionnel.

## Caractéristiques
Le Wii U GamePad est pourvu :

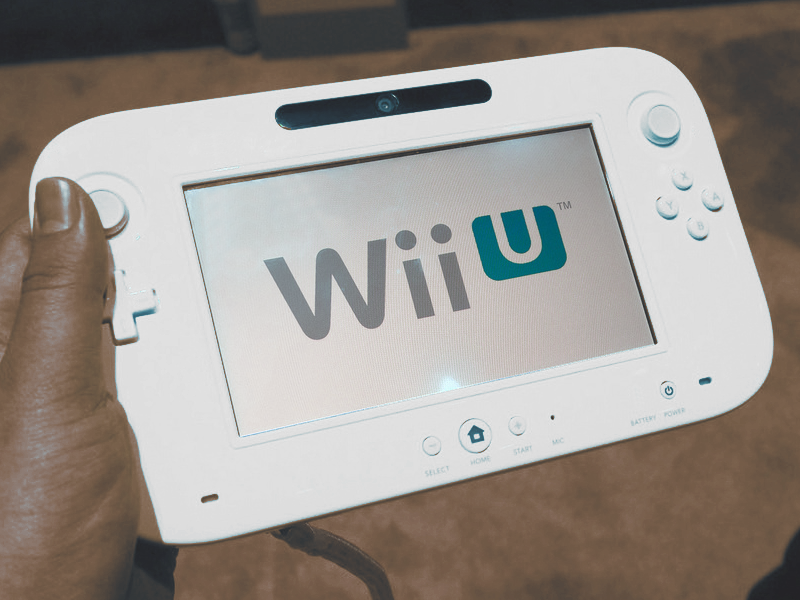
Prototype du Wii U GamePad, plus fin que son modèle final.

- d'un écran tactile résistif 16:9 de 6,2 pouces (15,7 cm[3]) et d'une définition de 854 × 480 ;
- d'un bouton d'accès « Home » et d'un bouton de mise sous tension « Power » ;
- d'un bouton « TV », permettant d'utiliser la manette comme télécommande universelle ;
- d'une croix directionnelle ;
- de deux sticks analogiques cliquables ;
- de huit boutons (dont quatre "gâchettes" mais non analogiques): A, B, X, Y, L, R, ZL et ZR;
- des traditionnels boutons start (+) et select (-) ;
- d'un système de détection de mouvements (gyroscope et accéléromètre) ;
- de plusieurs moteurs de vibrations ;
- d'une caméra frontale, permettant, entre autres, des discussions par vidéo ;
- d'un microphone ;
- de haut-parleurs stéréo ;
- d'une sortie pour écouteurs ;
- d'une entrée pour l'adaptateur secteur ;
- d'une batterie rechargeable ;
- de plusieurs témoins lumineux à DEL (niveau de la batterie, mise sous tension, etc.) ;
- d'un émetteur/récepteur infrarouge ;
- de la technologie NFC ;

Le Wii U GamePad peut servir de « Sensor Bar » pour les télécommandes Wii.
La distance maximale pour une utilisation optimale du Wii U GamePad est d'environ 8 mètres de la console. Son autonomie est d'environ 5 heures.